# Douglas Anguish
Pour les articles homonymes, voir Anguish.
Douglas Keith Anguish (né le 8 juillet 1950) est un homme politique fédéral et provincial canadien de la Saskatchewan.
Sur la scène fédérale, il représente la circonscription de The Battlefords—Meadow Lake à titre de député du Nouveau Parti démocratique de 1980 à 1984.
Sur la scène provinciale, il représente les circonscriptions de The Battlefords et de North Battleford à titre de député du Nouveau Parti démocratique de la Saskatchewan de 1986 à 1996.

## Biographie
Né à Meadow Lake en Saskatchewan, Anguish travaille comme consultant et assistant politique avant de faire le saut sur la scène politique.
Élu au niveau fédéral en 1980, il demeure en poste durant un seul mandat puisqu'il est défait lors de l'élection fédérale de 1984. Il tente un retour lors de l'élection de 2015 à titre de candidat indépendant dans Battlefords—Lloydminster, mais il termine avant dernier entre autres derrière le député conservateur sortant Gerry Ritz.
Élu sur la scène provinciale en 1986, il est réélu en 1991 et en 1995. Il entre au cabinet en 1993 à titre de ministre de l'Énergie, des Mines et des Ressources jusqu'en février 1995, alors qu'il devient ministre du Travail. Il démissionne en juillet 1996.